# ギュゲースの指輪
- ギュゲスの指輪[1][2][3]
- ギューゲースの指環[4]

ギュゲースの指輪（ギュゲースのゆびわ、英語: The Ring of Gyges、古代ギリシア語: Γύγου Δακτύλιος）は、自在に姿を隠すことができるようになるという伝説上の指輪である。リュディアの人ギュゲスが手に入れ、その力で王になったという。
プラトンの著作『国家』において、ギュゲスの指輪を元に議論が展開される。指輪の所有者は自身の意のままに透明になることができるため、不正を犯してもそれが発覚することがない。そのため悪評を恐れる必要がなくなるが、それでも人は正義を貫くかどうかが議論されている。ヘロドトス『歴史』には異なる内容の物語が伝わる。

## プラトン

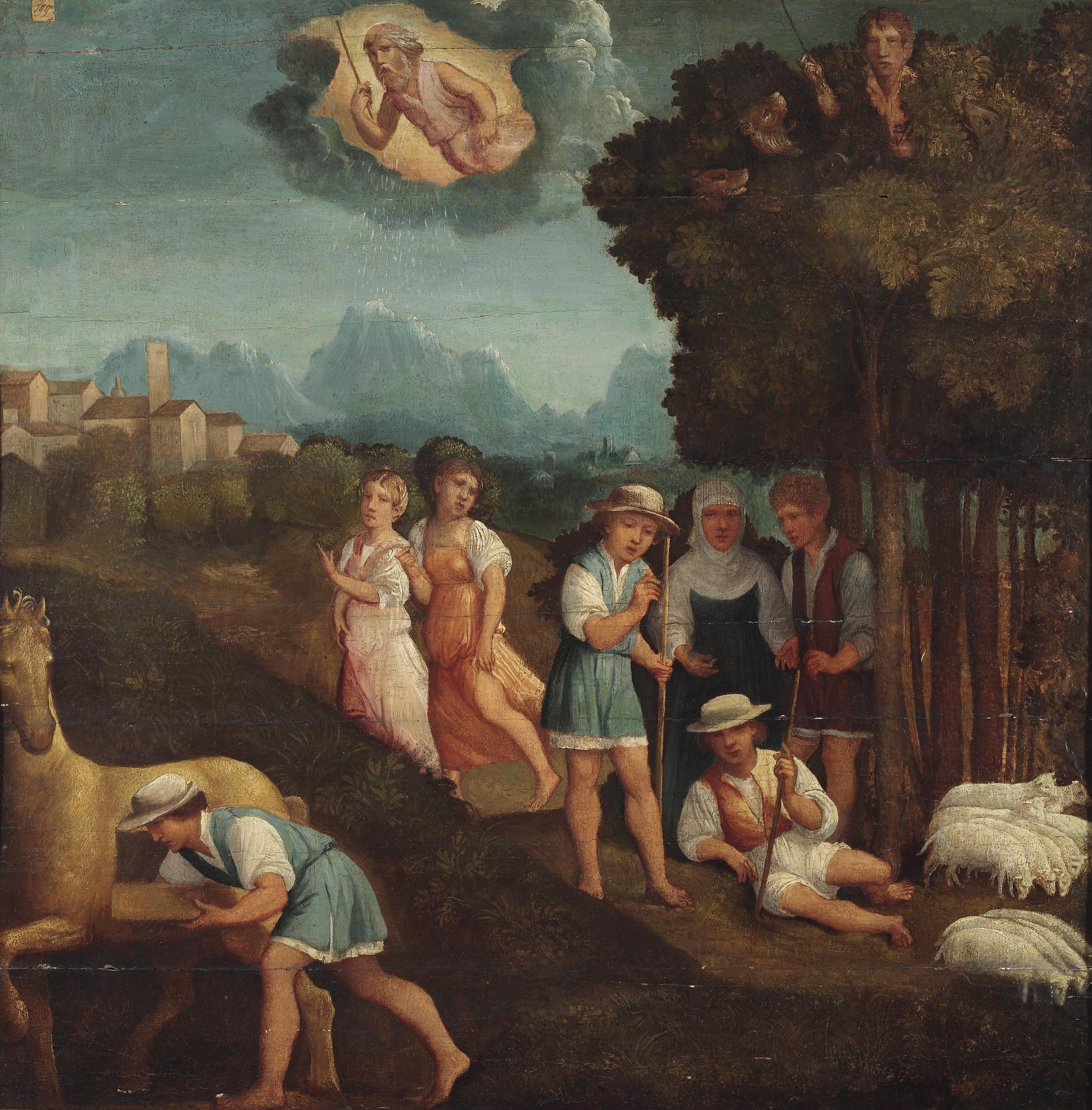
16世紀の魔法の指輪を見つけたギュゲスの伝説

ギュゲスの指輪の話は、プラトンの著作『国家』（ポリテイア）第2巻に記されている。哲学者のソクラテスとプラトンの兄でソクラテスの弟子であるグラウコンが人はなぜ公正に振舞うのか、それが正しい事だからなのか、或いは罰や報酬による動機付けによって生まれた習慣なのかという議論をし、グラウコンがソクラテスに対し、あえて異論を唱え以下の話を持ち出したことを機に知られるようになった。

その昔、ギュゲス（古希: Γύγου）という羊飼いはリュディア王に仕えていた。ある日、大雨が降り地震によって大地が裂け、その開かれた洞窟に入り、青銅の馬をみつけた。馬の体の空洞には金の指輪を付けた巨人の屍があった。彼は、その指輪を抜き取り来た道を戻って洞窟から出ていった。この指輪には玉受けを内側に回すと周囲から姿が見えなくなり、外側に回すと見えるようになるという不思議な力をもっていた。
このことに気づいたギュゲスは王に家畜の様子を報告する使者の一人となって宮殿に入り、王妃に近づいて姦通した。それから王妃と共に二人で密謀して王を殺し、王位を簒奪した。
—プラトン,『国家』（ポリテイア）第2巻

グラウコンはこの話を持ち出し、人間は不正を行うことで利益を得られるようであり、何の影響も受けず望みを得られるのであれば、理性ある者もギュゲスと同じような行動をするようになるのではないかと説いた。
そして、グラウコンは、誰にも知られず不正を行なうことができる場合に、ギュゲスのように不正を行なって栄華を極める人と、正義を貫いて何も得ない人と、どちらが良い人生を送ったと言えるのかとソクラテスに質問した。正義を勧めるときに、世の人々は良い評判が利益につながることを理由として挙げるが、それは、人に知られず不正を働き、良い評判を得たまま利益もおさめられればよいという考えにつながらないかという疑問である。
グラウコンは上記の神話に続いて次のように主張している。
これを議論する為に、グラウコンは〈良いもの〉を三つのカテゴリーに分類した。
1. 私たちがそれ自体を欲するもので、害のない快楽。
2. それがもたらす結果が故にそれ自体が苦痛であっても私たちが欲するもの。
3. それ自体が良く、さらに価値をもたらす為、私たちが望むもの。

グラウコンは〈正義〉が二つ目のカテゴリーに属するそれ自体は苦痛を伴うものの報酬が得られる良いものであると主張した。人が道徳的に振舞う唯一の理由は外部からの影響によるものであるとした。したがって、実際に道徳的であるかどうかでは無く外部から道徳的に見えるかどうかが重要であると考えた。
これに対し、ソクラテス（あるいはプラトンの）は同意せず、正義はこの社会的構造から派生してきたものではないと主張し、〈正義〉が三つ目のカテゴリーに属する良いもので、外在的な利益と内在的な利益の両方が得られると反論した。人間の魂は三つの性質（理性・気概・欲望）に分かれると主張し、人は理性によって心理や知識へと導かれ、気概（道徳的に正しく野心的で勇気の源）または欲望（より基本的で身体的な欲求）の影響を受けるとした。
ソクラテスによると、哲学者は理性に導かれ、気概によって欲望を制御する為に最も公正で幸福な状態になるとし、例え報いを受けずとも身勝手な悪事は働かないとしている。その一方、独裁者（ギュゲス）は欲望に負け〈不正〉をするものであるとし、ギュゲスは権力と富を手に入れたかもしれないが、魂の調和が取れなくなるであろうとした。理性に導かれるのでは無く基本的欲求に支配され、真の意味で幸せにはなれないのだと説いた。
すなわち、不正に身を委ねるのは、自らを精神の中の醜く汚れた部分の奴隷にすることであり、外的な状況がどうあろうとその状態はみじめだというものであった。

## ヘロドトス
ヘロドトスの『歴史』第1巻には、透明になる指輪の話はなく、王に強いられていやいや王妃の裸を覗き見した臣下ギュゲスが、怒った王妃に王殺しを迫られたと伝える。古代ローマのキケロは、指輪の話が事実でないと考えられていたことを紹介している。

## 文化的影響
- キケロは『義務について』で有利さと道徳的高貴さの関係を論じる中で、ギュゲスの指輪問題に触れた。道徳的高貴さは自然の理法にかなっており、人間が究極的に求めるべき唯一のものであるから、利得のほうが良いと考えるべきではない、というのがキケロの意見であった[11]。賢明で善良な個人は罰や負の結果ではなく、道徳的退廃の恐怖に基づいて行動を決定ずけるという。またキケロは哲学における思考実験の役割を論じた。ギュゲスの指輪問題は、指輪の効力によってギュゲスの罰が完全に免除されるとしたならばどう考えられるか、という仮想的な状況を示すことに成功している。[12]。
- 『恋するオルランド』第1篇では、カタイ王ガラフローネが息子のアルガリアに指輪を与えている。この指輪は口に入れているときにその人を透明にし、また、指にはめると魅惑から身を守ってくれるものである。
- ジャン=ジャック・ルソーは、1782年に出版された『孤独な散歩者の夢想（英語版）』の中で、ギュゲスの指輪の伝説を引き合いに出し、自分自身が透明の輪をどのように使うか考えている。
- リヒャルト・ワーグナーのオペラに『ニーベルングの指輪』がある。
- フリードリヒ・ヘッベルの戯曲に『ギューゲスと彼の指輪』がある[13]。
- H.G・ウェルズの 『透明人間』 は、ギュゲスの指輪の物語を元にした物語である[14]。

一つの指輪

- 一つの指輪J・R・R・トールキンの 『ホビット』と『指輪物語』における「一つの指輪」 は、それを身に着けたものを透明にすることができるが、同時にその人を堕落させる。トールキンがプラトンの物語に影響されたと推測されているが、彼の書簡や伝記中には「ギュゲス」や「プラトン」といった言葉はないため、これを裏付ける証拠はない。プラトンの指輪と違ってトールキンの指輪は、着用者の道徳性を必然的に破壊するので、積極的な悪意の力がある[15]。
- ノーベル賞受賞者のナギブ・マフフーズは、自身の小説 『シェヘラザードの憂愁』 の中で、修正されたサブプロットを入れている。
- 道徳心理学者のジョナサン・ハイトは、道徳に関する自身の著作の中でギュゲスの指輪の話を紹介する。道徳において理性を重視するプラトンやソクラテスの主張は、いくつかの実証実験によってそれが成り立っておらず、ハイトは「人々は、現実よりも見かけや評判に、より大きな注意を払う」と主張するグラウコンの意見は正しいと述べた[16]。つまり、人の理性は真実を求めるため設計されているのではなく、後付の理由を探すために設計されているため、理性による統治が向いていないということである。また、倫理的な社会を築くためのもっとも重要な原理は「あらゆる人々の評判が常に皆の目に入るようにし、不正な行動が常に悪い結果を生むようにすること」と悟ったグラウコンをハイトは高く評価してる[17]。